# AC Frua
AC Frua или AC 428 является британским автомобилем класса GT, выпускавшийся AC Cars с 1965 по 1973 г., произведён 81 автомобиль, в общей сложности: 49 купе (известный как Fastbacks), 29 кабриолетов и 3 специальные разработки.

## История
Frua построен на шасси AC Cobra 427/428, удлиненном на 6 дюймов (150 мм). Шасси строились на заводе AC в Англии, затем отправлялись в мастерскую Frua в Италии, где устанавливался кузов, после чего отправлялись обратно в Англию для установки двигателя, трансмиссии и отделки салона. Стоимость была высока, и автомобили нельзя было продать по конкурентоспособной цене. В отличие от аналогичных автомобилей, таких как модели Iso Grifo, Iso Rivolta, Monteverdi и De Tomaso того периода, AC Frua имеет полностью независимую подвеску на гоночных спиральных пружинах.
AC Frua не был полностью доработан, потому что у AC Cars не хватало финансовых средств. Главный недостаток автомобиля — это склонность тепла от V8 попадать в салон.

## Шасси

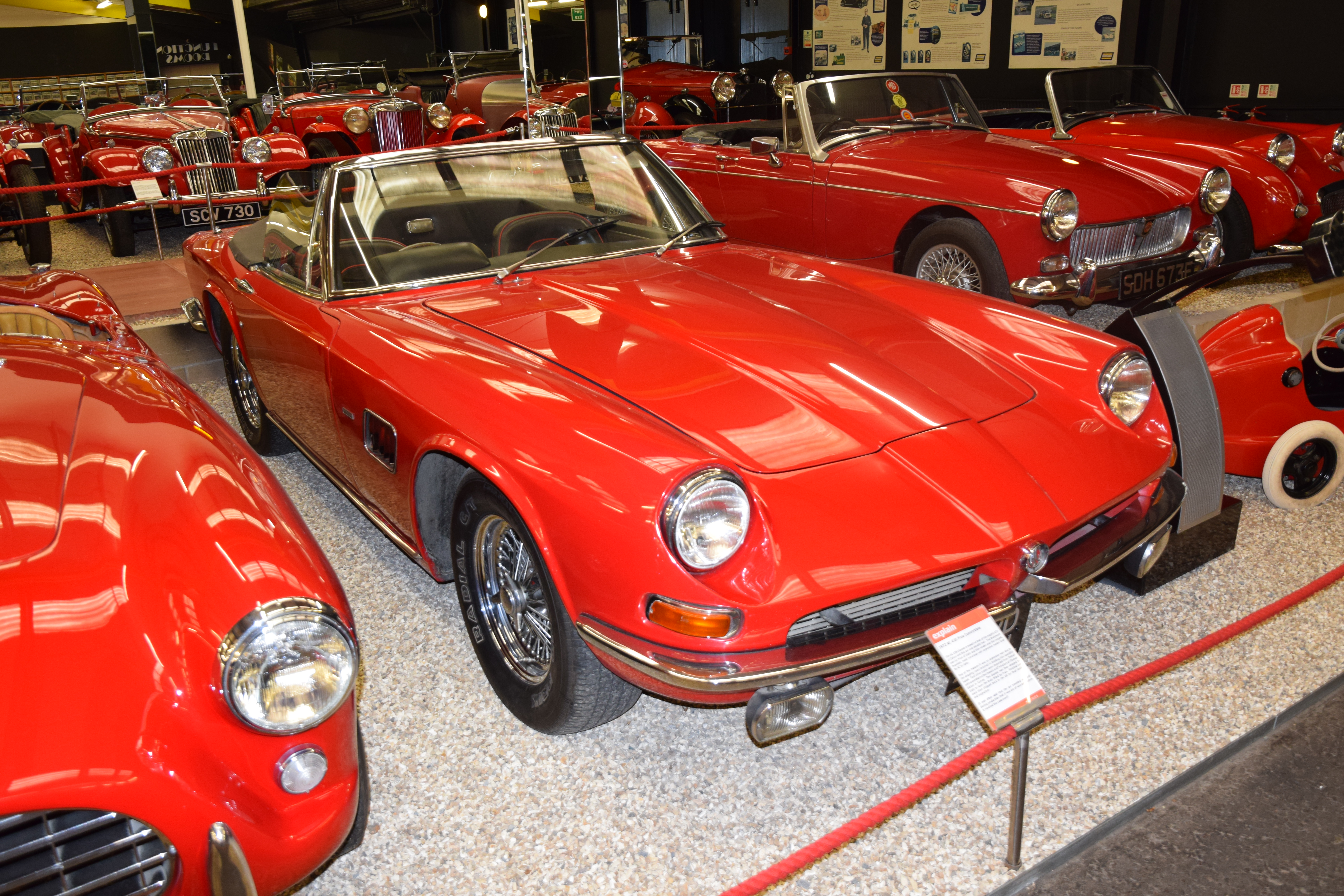
1971 AC Frua convertible

Конструкция шасси была похожа на большинство шасси итальянских суперкаров той эпохи, с квадратными и прямоугольными трубами, соединяющими стальной кузов с рамой. Хотя трубчатое шасси диаметром 4 дюйма (100 мм) позволяло сохранять жесткость как для купе, так и для кабриолетов, конструкция была сложной и склонной к ржавчине. Капоты и крышки багажника были изготовлены из алюминия.

## Производство

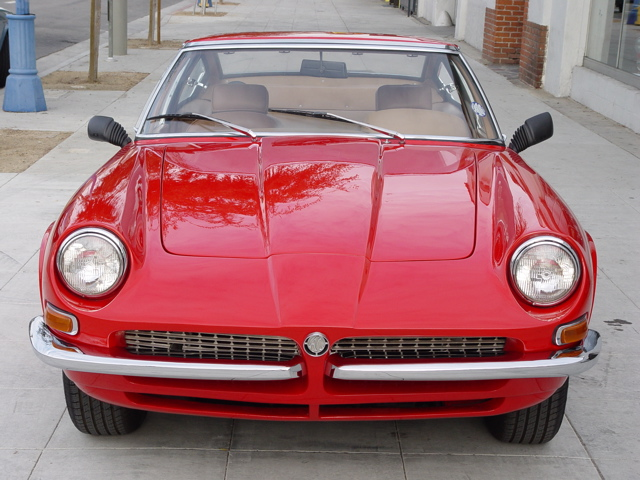
1968 AC Frua купе, вид спереди

AC Frua конкурировал с моделями Ferrari , Lamborghini и Maserati. Построенный на растянутом шасси AC Cobra 427, автомобиль имел потрясающие характеристики; Двигатель Ford FE с большим блоком имел большую мощность и больший крутящий момент, чем аналогичные итальянские автомобили, с аналогичным весом.

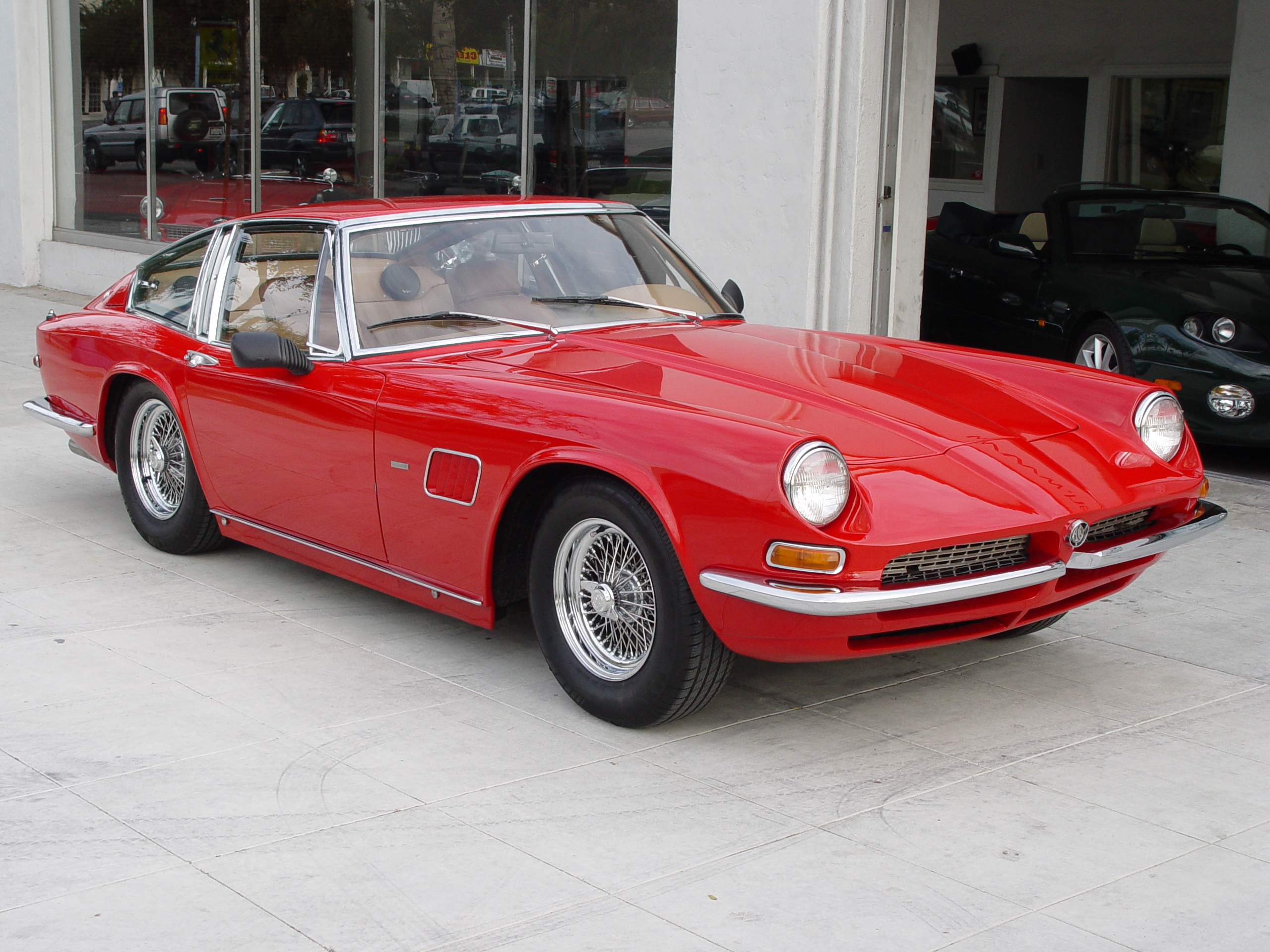
1968 AC Frua купе, вид с боку

Джон Маклеллан написал в своей книге «Классические AC, от Autocarrier до Cobra», что Дерек Херлок однажды сказал журналисту Майку Тейлору: «Мне нравится 428, потому что он соответствует моему образу настоящего автомобиля класса GT». Его цитируют в Autocar: "Как и все эксклюзивные вещи, особенно от мастеров, это стоит больших денег. За это вы получите один из самых быстрых автомобилей на дороге, который гарантированно произведет впечатление в любом месте. Этот AC присоединился к избранной компании очень быстрых и роскошных туристических автомобилей, которая легко перешла от текущей модели к коллекционному экземпляру ". Журнал опубликовал отчет о дорожных испытаниях в 1968 году 428 купе и зафиксировал максимальную скорость в 141 миль в час (227 км / ч) и время разгона 0-60 миль в час (97 км / ч) за 6,2 секунды. Время разгона было немного лучше, чем показатели Aston Martin DB6 выявленные тем же журналом, но Aston Martin уверенно превзошел по максимальной скорости. Общий расход топлива AC во время теста составил на 15,6 миль один галлон (18,1 л / 100 км), что примерно на 15 % лучше, чем у тяжелого Aston Martin. Купе AC 428 имело рекомендованную розничную цену в Великобритании в 5 573 фунтов стерлингов (с автоматическую коробкой передач) по сравнению с 4 460 фунтами стерлингов у Aston Martin DB6 с механической коробкой передач, что в своё время примерно вдвое больше, чем у родстера Jaguar E-Type 4,2 литра стоивший 2225 фунтов стерлингов.

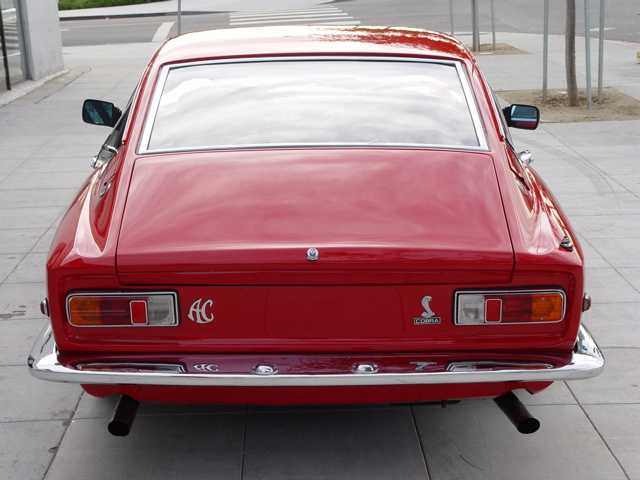
1968 AC Frua купе, вид сзади

Ближе к концу серийного производства было изготовлено несколько прототипов для расширения модельного ряда. Существовали четырёхдверная версия купе и более обтекаемая версия кабриолета, которая включала в себя выдвижные фары с электроприводом. Ни та, ни другая не были выпущены из-за шаткого финансового положения компании.
AC Frua можно спутать с очень похожим на внешний вид Maserati Mistral, разработанным Пьетро Фруа. Однако общими были только передние окна и дверные ручки.
| Технические данные AC Frua         | |
| ---------------------------------- | --- |
| Шасси                              | Четырехдюймовая (100 мм) трубная рама от «AC Cobra 427 Mark III» увеличенная на 6 дюймов (150 мм). Переднее расположение двигателя, привод задний. |
| Двигатель                          | Чугунный «большой блок» Ford FE 428, некоторые модели оснащены более мощным основным двигателем Ford 427 с поперечными болтами (боковой масленкой). Карбюратор Autolite или Holley. (Технические характеристики могут существенно различаться в зависимости от автомобиля). |
| Диаметр цилиндра и ход             | 104,9 х 101,2 мм, сжатие 10, 5: 1. |
| Вместимость                        | 428: 7 016 см³ (428,1 куб. Дюйма), 427: 6 997 см³ (427,0 куб. Дюйма). |
| Мощность                           | 428: 345 л. с. (257 кВт) при 4600 об / мин, 427: 385 л. с. (287 кВт) при 5600 об / мин |
| Крутящий момент                    | 428: 642 Нм при 2800 об / мин, 427: 624 Нм при 3200 об / мин |
| Трансмиссия                        | Полностью синхронизированная 4-ступенчатая коробка передач Ford Toploader или 3-ступенчатая автоматическая коробка передач Ford C6. |
| Рулевое управление                 | Стойка и шестерня. |
| Передняя подвеска                  | Полностью регулируемая независимая подвеска на двойных треугольных поперечных рычагах, гидравлические телескопические амортизаторы с цилиндрическими пружинами. |
| Задняя подвеска                    | Регулируемая независимая подвеска на двойных треугольных поперечных рычагах, винтовые пружины, гидравлические телескопические амортизаторы. |
| Дифференциал                       | Передаточное число: автомат 2.88, ручной 3.08. |
| Тормоза                            | Четыре диска с усилителем «Girling», 3 поршня, двойной дистанционный сервоусилитель. |
| Кузов                              | Стальной корпус, изготовленный поверх прямоугольных и квадратных труб. |
| Габариты                           | 4470 мм (176,0 дюйма) х 1727 мм (68,0 дюйма) х 1245 мм (49,0 дюйма); Колесная база 2413 мм (95,0 дюйма). |
| Вес                                | 1430 кг (3153 фунтов) |
| Максимальная скорость              | Механическая коробка передач: более 245 км / ч (152,2 миль / ч), от 0 до 100 км / ч (0-62 миль / ч): 5,4 с (журнал Autosport); Автоматическая коробка передач: 220 км / ч (136,7 миль / ч), от 0 до 100 км / ч (0-62 миль / ч) 5,7 с.                                       |
| Расход топлива                     | 17,2 л / 100 км (16,4 миль на галлон ‑ имп ; 13,7 миль на галлон ‑US) |
| Производство                       | с 1965 по 1973 года |
| Количество построенных автомобилей | 49 купе (31 из которых с правым рулем), 29 кабриолетов и 3 легковых автомобиля с экспериментальным кузовом. |